# 天津津门虎足球俱乐部
天津津门虎足球俱乐部，原名天津泰达足球俱乐部，是一家位于中国天津市的职业足球俱乐部，主场为天津奥林匹克中心体育场和泰达足球场。其前身天津泰达足球俱乐部成立于1998年2月16日，是中国足球超级联赛的创始会员。
在竞技方面，泰达俱乐部自中国足球职业化以来长期位居顶级联赛，仅在1994年和1998年两年征战中国足球甲B联赛，但自从泰达集团接手以来，泰达俱乐部长期位居中超联赛积分榜前列，在2010赛季，获得了中超联赛的亚军并于2009年、2011年年和2012年三年代表中国参加亚洲冠军联赛。此外，俱乐部还在2011年夺得中国足协杯冠军，这也是中国足球职业化以来泰达队在联赛与杯赛上拿到的第一座全国冠军奖杯。

## 历史

### 前身
1951年，天津市曾派出代表队参加全国足球大会选拔赛。前身为成立于1956年，后以原国家白队为班底的天津市足球队，先后拥有苏永舜、曾雪麟、严德俊、霍同程、李恒益、沈福儒、蔺新江、王抗勤、张业福、翟良田等国字号球员，曾经在历届全运会、全国足球甲级联赛、全国足球锦标赛上获得过五次冠军、五次亚军和五次季军。1960年天津队由前球队队长曾雪麟挂帅，一举成为中国足坛的双冠王。
1980年的全国甲级联赛，天津队在前球星严德俊的率领下，以41分力压辽宁队3分获得了冠军。那是天津队所取得的第4次全国冠军性荣誉1960年全国甲级联赛冠军、1960年全国足球锦标赛（中国足协杯）冠军以及1965年全国运动会冠军。

### 1980年代
天津队自1980年夺得全国联赛冠军以来，进入了一个全盛时期。1983年，天津队获得全国足球甲级联赛北区冠军；1984年和1987年获得联赛亚军；1982年和1988年获得季军。当时球队里人才济济，球队先后由前国脚严德俊、沈福儒挂帅，阵中包括各级国家队成员左树声、陈金刚、吕洪祥、段举、宋连勇、王广泰、霍建霆、山春季、尹怡、施连志、王建英等，还包括左树声胞弟左树发、刘春明、高俊亭、张贵来、王玉俭等本土球星。球队特点鲜明，敢打敢拼，在国内联赛取得佳绩的同时，还曾经战胜过许多来访中国的欧洲劲旅，例如由福格茨挂帅的西德国奥队、波兰青年队、荷兰沃伦达姆队等。1989年，天津市更是有三支球队参加甲级联赛：一队天津中环队、二队天津天荣队和青年队为骨干的天津港集队。天津体育局在同年派遣韩金铭等年轻球员前往荷兰接受训练。

### 1990年代初至1998年
进入90年代，天津足球陷入低谷，人才断档严重。1991年，一队天津中环队从甲A联赛降级，1992年天津一队在保留了甲B联赛资格后再次前往荷兰集训，只有二队天津博桑队参加联赛。1993年，天津足球俱乐部正式挂牌成立。1994年，由于之前降级的关系，天津一队错过了首屇职业的甲A联赛，只能和二队一起参加当年的甲B联赛。最终以20场9胜10平1负的成绩获得第二名，升级甲A联赛。1995年，三星集团开始接手球队，易名天津三星。期间天津队经历了蔺新江、左树声、陈金刚等几位教练的调教。这几年天津队实力偏弱，以及不断遭遇伤病和停赛，球队每年都在为保级而苦苦挣扎，全队凭借老将韩金铭、王俊、霍建霆，以及优秀的年轻球员于根伟、孙建军、高飞，还有96年引进的巴西外援奥斯瓦尔多等人的出色表现得以保级成功。1997年，天津立飞三星降入甲B联赛、天津万科降入乙级联赛，天津足球在这一年经历了“双降”。1998年，天津經濟技術開發區接過天津足球這面大旗，将原来的天津三星与天津万科（原天津二队）两队合并成立天津泰达足球俱乐部，并引进了郝海涛、方根燮、佐拉、雷默斯等实力不俗的内外援。泰达的接手使得天津队的面貌焕然一新，尽管主教练蔺新江在用人和战术方面过于保守而被乌拉圭人西蒙内斯（球队历史上的的首位外籍主教练）取代，但天津泰达队还是在这年的甲B联赛中以11胜11平的不败战绩重返了甲A联赛。

### 1999年至2003年
1999年，开发区管委会将足球俱樂部交由其下属的泰达集团管理。在2003年最后一届甲A联赛中天津泰达与重庆力帆争夺最后一个中超联赛名额。由于中国足球协会规则存在漏洞出现了重庆力帆必须凭借输球才能获得中超名额的情况，但天津泰达队则凭借最后一场对当时强大的上海国际队的胜利使中国足协避免了这种尴尬局面的出现，同时天津泰达也获得了晋级中超联赛的资格。但是2013年，中国足协认定该场球是假球，决定对2013赛季天津泰达队积分扣6分。

### 2004年至2008年
2004年，刘春明在赛季中取代戚务生出任主教练后，天津队取得首届中国足球超级联赛第6名的职业联赛最佳排名。2005年，天津队取得了中超联赛第4名的职业联赛最佳排名。2007年1月6日，天津泰达俱乐部在利顺德大酒店召开新闻发布会，正式公布捷克籍教练约瑟夫•雅拉宾斯基出任天津泰达队主教练一职。2008年4月22日，天津康师傅教练组发生人事变动，主教练雅拉宾斯基即将下课，天津足球名宿左树声将暂时担任康师傅队执行教练。2008年，天津队再次取得中超联赛第4名的并首次入围亚冠联赛。天津队外援前锋路易斯荣膺中国足球超级联赛最佳射手。

### 2009年至2015年
2009赛季开始，俱乐部任命了新的总经理李广益。俱乐部以400万元引进前辽足球员王新欣，后者成为2009年赛季转会期的“标王”，还迎来前意大利国家队成员达米亚诺·托马西加盟，号称当时中超联赛的最大牌外援。此时的天津泰达阵容强大，曾一度有杨君、何杨、曹阳、蒿俊闵、毛彪、王新欣、吴伟安共七名球员入选高洪波执教的中国国家足球队。李广益对球队人事结构、工资体系进行调整，引起了老球员的不满。在中超联赛取得开局三连胜后，球队发生“罢训”事件。2009赛季结束之后，球队对参与组织“罢训”的相关人员进行了“清洗”，主教练左树声卸任、副总经理于根伟离任，张烁、白毅等一批球员离队。2010年1月11日，曹阳、谭望嵩、杨君、韩燕鸣四名队员在年初球队即将赴海南集训启程的一刻，突然拒绝随队，但后来，在前队长曹阳的妥协下，罢训失败。罢训球员中曹阳归队，谭望嵩、杨君、韩燕鸣离去。
2010年2月1日，天津泰达青训体系培养的球员蒿俊闵加盟德国甲级联赛沙尔克04队，俱乐部从葡萄牙本菲卡引进了前青岛海利丰球员于大宝作为替代。2010赛季，经历了上赛季风波的泰达队在中超联赛开局7轮不胜，上半赛季15轮仅取得20分。但俱乐部方面的支持下，荷兰教练阿里汉带领球队在下半赛奋起直追，15轮比赛拿下30分。11月6日，中超联赛最后一轮天津泰达在客场1-0战胜河南建业，历史性的取得了当赛季中超联赛亚军这一队史最佳排名，并且第二次入围亚冠联赛。
2011赛季，天津泰达在亚冠联赛中，在和韩国经典K联赛球队济州联的两回合较量中均战胜对手，终止了亚冠联赛赛场中国球队韩国球队的11次连败纪录，随后历史性的闯进16强，为当年亚冠联赛唯一晋身淘汰赛的中超球队。天津泰达在当年联赛中的表现不甚优异，仅获得第10名，但成功闯入当年中国足协杯决赛，并凭借王新欣和于大宝的入球2-1击败山东鲁能，首次获得足协杯冠军，也得到2012年亚冠联赛的参赛资格。这也是中国足球职业化以来泰达队在联赛与杯赛上拿到的第一座全国冠军奖杯。
2013年因为末代甲A假球案问题，天津泰达与上海申花共同被罚分。天津泰达在联赛初期一直处在降级边缘。在二次转会期间引入强力外援后，情况得到扭转。天津队连续战胜中超前四名的强队，但随后球队又接连输给联赛后几名的弱队。最终在主教练吉马良斯带领下，泰达队提前一轮保级成功，结束了2013年联赛赛程。
2014赛季，阿里·汉二次出任天津队主教练。最终球队以39分排名第7位。
2015年初，权健自然医学集团宣布出资1亿元人民币冠名中国足球超级联赛球队天津泰达，成为泰达的战略合作伙伴。权健提出力争三年打入亚洲冠军联赛、五年进军世俱杯的目标。当时曾有传闻称权健集团的目标是逐步收购天津泰达俱乐部。有报道称，权健与泰达谈判时，起初提出全资收购，遭到泰达拒绝后改为提议收购51％以上的股份，再次被拒绝后决定以1亿元人民币冠名球队一年。报道称，权健之所以投资足球，是为了扭转企业的形象。赛季前，权健帮助天津泰达队引进重要球员埃尔南·巴尔克斯，又许诺以重金支持天津泰达引援，曾与巴西球星罗纳尔迪尼奥传出绯闻。6月18日，江苏舜天宣布队中的国脚孙可以6600万人民币转会天津泰达，然而天津泰达俱乐部不承认孙可的转会，不为孙可办理转会手续。泰达俱乐部的说法是，孙可工资过高，加盟后会打破俱乐部的平衡，所以拒绝签下孙可。有人质疑这种说法，认为虽然转会过程中天津泰达俱乐部没有露面，但是完成转会谈判必须要有天津泰达的公章，如果害怕打破平衡，泰达俱乐部完全可以不盖章。束昱辉的说法是，年初与泰达签约时已经约定，权健并非赞助商，而是股东，2015年时权健拥有50％的股份，2016年增加至70％，2017年增至90％，约定2015年6月时泰达俱乐部将经营管理权交给权健集团，但泰达没有履约。6月24日，天津泰达与权健集团谈判，谈判后权健集团决定中止赞助天津泰达。转会风波期间，天津泰达队表现低迷，一度经历14轮不胜，直至最后一轮才惊险保级。和泰达终止合作的权健自然医学决定转而并购当时处在中甲联赛的天津松江足球俱乐部。

### 2015年至2020年
2015年11月24日，俱乐部宣布，李广益不再担任俱乐部总经理一职，该职位由原天津泰达城市轨道建设开发有限公司董事长兼总经理高应钦接任。由于广州恒大俱乐部的巨大资金投入，远远超出天津泰达俱乐部的投入预算，在加上末代甲A假球案问题，天津泰达与上海申花共同被罚分，造成天津泰达俱乐部处于最困难的时期。同时，天津市区内的部分球迷对李广益的俱乐部经营理念非常排斥。12月18日，前江苏舜天功勋主帅德拉甘·奥库卡出任球队主教练。2016年中超联赛前5轮，德拉甘率队一度取得6轮不败排名联赛第5位，为当年最高排名。随后泰达队又经历了8轮不胜，再次陷入保级圈。8月2日，天津泰达足球俱乐部正式宣布主帅德拉甘下课，前北京国安主帅、葡萄牙人哈伊梅·帕切科出任球队新主帅，后者带领球队在最后一轮战胜重庆力帆，惊险完成保级。在2016赛季，天津泰达队的两位国内中场球员惠家康和胡人天状态回升，胡人天入选当年高洪波执教下的中国国足名单，连年保级的天津泰达多年来再次有球员入选国足。二人在年底又入选中国国家足球队的中国杯名单。
2017年，球队相继引进了黄锡镐、内马尼亚·古德利、米克尔以及布朗·伊德耶等外援，王栋、木热合买提江、杨立瑜以及旧将谭望嵩等内外援，其中尼日利亚射手伊德耶花费了天津泰达1200万欧元的转会费，创下队史外援转会费记录。然而赛季开始后球队成绩便一直处于积分榜的下半区，重金引进的布朗·伊德耶表现不佳。第11轮0-3负于同城球队天津权健后，时任主帅帕切科因战绩不佳遭解职，球队主帅由助教李林生代理。而助教李林生上任后，仅在第12轮对阵上海申花的比赛中取得一场胜利，之后的9轮比赛非平即负，积分跌落至降级区。在第22轮0-2负于河北华夏幸福后，李林生也提出了辞呈并得到俱乐部方面的批准，迟嵘亮接替成为代理主教练。7月，原俱乐部总经理高应钦离任，接任者为此前的滨海新区公共交通集团有限公司董事长董文胜。2017年9月9日，俱乐部宣布德国籍主帅乌利·施蒂利克走马上任，球队在最后六场联赛中五胜一负，最终成功保级。
2018年，天津泰达俱乐部迎来成立的20周年。俱乐部留用2017年引进的加纳前锋弗兰克·阿奇姆彭和尼日利亚国家队队长米克尔，引进德国籍中后卫费利克斯·巴斯蒂安斯，并迎来一线队阵容的较大变动，先后有多达10名球员离队。赛季前半段，天津泰达凭借阿奇姆彭、惠家康和巴斯蒂安斯等球员的出色发挥，一度上升至联赛第6位，但自第18轮开始迎来11轮不胜，再次陷入保级泥潭。11月7日中超联赛第29轮，天津泰达在主场3-1逆转击败同样苦于保级的大连一方，赢得保级关键战。最后一轮，尽管球队客场以1-5比分败给提前无缘冠军的广州恒大淘宝，但仍凭借胜负关系优势胜过长春亚泰，惊险完成保级。
2019年，天津泰达加大引援力度，内援方面便有刘洋、郑凯木、苏缘杰、朴韬宇和前国脚荣昊五名球员来投，外援方面更是自拜仁慕尼黑引进德国中锋桑德罗·瓦格纳，最终名列第七。本赛季，效力球队19年的老将曹阳正式退役。
2020年，受到COVID-19疫情影响，中超联赛迟至7月底才宣告开幕。本赛季，队长木热合买提江、主力中后卫杨帆分别转会至上海上港和北京国安。这两位球员是天津泰达阵中极为关键的球员，皆有入选国家队的经历。此外，德国外援桑德罗·瓦格纳同球队解约，并宣布退役。但是，天津泰达俱乐部并未在7月27日开赛前引进任何外援填补瓦格纳的角色，尽管引进国脚肖智，以及北京国安的雷腾龙、天津天海的钱宇淼以及南通支云的队长宋岳，以及租借自上海绿地申花的刘若钒，此阶段天津泰达的引援仍然不令媒体及球迷满意。球队在本季中超联赛第一阶段是注册外援人数最少的球队。8月17日，天津泰达以0－3的比分不敌河北华夏幸福，开赛5轮取得1平4负的不佳战绩。8月19日，主教练施蒂利克离职，由王宝山接任。随后，泰达队以0-2的比分不敌青岛黄海，保级形势十分严峻。最终，泰达队以3平11负的战绩结束常规赛，创造了队史及中超历史上的最差战绩。进入第二阶段，天津泰达在第15、16轮两回合3-1淘汰深圳佳兆业，在晋级9-12名排位赛的同时，在特殊赛制下16轮仅胜一场却提前保级成功。

### 2021年至今

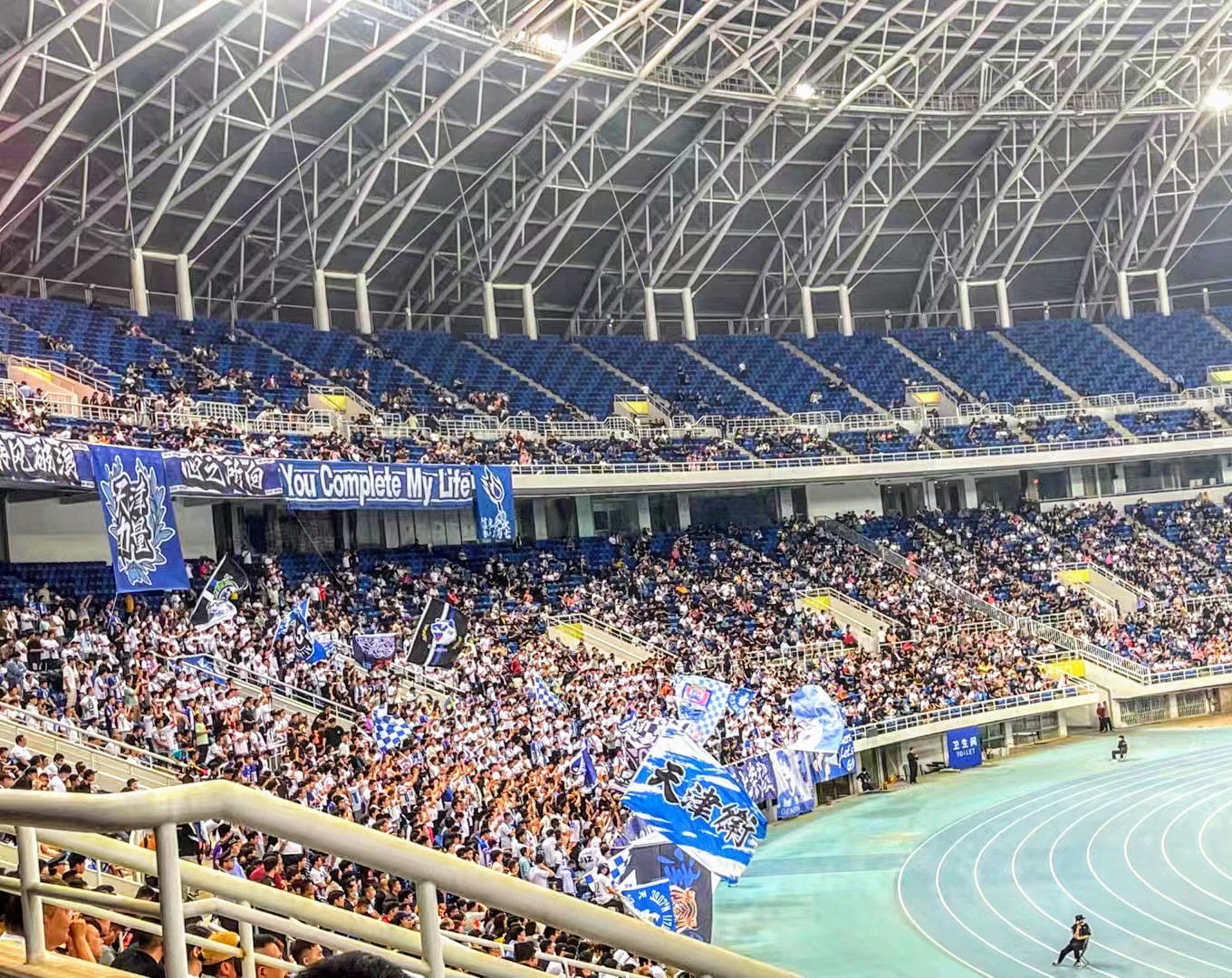
津门虎球迷

2021年1月20日，因中国足协队名中性化政策，天津泰达宣布更名为“天津津门虎足球俱乐部”。但在更名完成后，天津津门虎深陷财务危机，投资方泰达控股放弃俱乐部，之後俱樂部由天津市体育局托管。然而，就在外界几乎一致认为津门虎即将解散的情况下，2021年3月底，津门虎竟“起死回生”，保住了中超参赛资格，由名宿于根伟执教参与2021赛季中超联赛。据报道，津门虎俱乐部能够免于解散，是天津市体育局牵头力争的结果。准入之后，天津津门虎或将对俱乐部进行全新的改组。同年7月，前天津泰达足球俱乐部董事长董文胜、前总经理李广益、前助理教练迟嵘亮、王霄被天津有关部门带走调查。
受到新冠疫情影响，2021年和2022年中超联赛皆实行赛会制，并分为两阶段赛事。到2022赛季，在于根伟的带领下，天津津门虎的成绩好转，取得第8名。
2023赛季中超联赛得以恢复主客场赛制，且天津泰达原主场泰达足球场翻修工程完工，于是天津津门虎选定天津奥体中心体育场和泰达足球场为双主场。本赛季，于根伟执教的天津津门虎采用高位逼抢、勤于跑动的战术风格，创下联赛半程不败的队史纪录，队长王秋明、巴顿、明天等国内球员发挥稳定，并得以入选国足集训队和亚运队名单。

## 俱乐部文化

### 主场
从1998年至2010年起，天津泰达队先后使用过民园体育场（1998年－2007年）和泰达足球场（2004年至2013年）作为主比赛场。从2010年起的每个赛季，泰达队都将在天津市区的天津奥林匹克中心体育场安排三场比赛。自2013年起，天津奥林匹克中心体育场成为天津泰达队的主场，惟2017年因全运会而迁至天津团泊足球场作赛数月。天津团泊足球场是目前天津泰达预备队的备用比赛场地。
2023年，天津津门虎以天津奥林匹克中心体育场和泰达足球场为双主场。
|  |  |  |

### 命名及商业冠名
天津队历年队名或冠名：
- 1957年-1981年：天津市足球队
- 1982年-1985年：天津市足球一队
- 1986年-1988年：天津海鸥
- 1989年-1991年：天津中环
- 1992年：天津市足球队
- 1993年-1994年：天津足球俱乐部一队
- 1995年-1996年：天津三星
- 1997年：天津立飞三星
- 1998年-1999年：天津泰达
- 2000年：天津泰达顶新
- 2001年：天津泰达CEC
- 2002年：天津泰达
- 2003年：天津泰达康师傅
- 2004年-2005年：天津泰达
- 2006年-2014年：天津泰达康师傅
- 2014年： 天津泰达
- 2015年： 天津泰达权健[45]
- 2016年-2017年： 天津泰达亿利
- 2018年-2020年：天津泰达
- 2021年至今：天津津门虎

### 吉祥物

天津泰达队的前吉祥物“天津战神泰达哪吒”

天津泰达足球俱乐部于2011年公布吉祥物“天津战神泰达哪吒”，以“哪吒”为基本设计元素，吉祥物正在战斗中的姿态寓意着泰达球员“向着胜利、向着成功、勇敢冲锋；为了泰达、为了天津、永远进攻”的精神和对足球运动火热的激情。。2016年，天津泰达决定弃用哪吒形象，发起新吉祥物票选，后选定狼的形象为新吉祥物，但反响不佳。2017年，俱乐部曾设计以中国神话中龙的形象为新吉祥物，其手持扳手，名为“拿拿龙”，和天津方言词汇“拿拿拢”（指因某人的行为不端，打算为他矫正规范）谐音。

### 队服及标志色
天津泰达队队服的传统主色调是蓝色与白色，蓝色突出天津地处渤海之滨，白色则是继承了中国老国家队白队的传统。2011年起，俱乐部球衣的蓝色元素逐渐减少，而仅限于边框的勾勒。2011年新出现紫色客场球衣，在当时的中超联赛实为罕见。2017年，一度传出要变更紫色为新主色调的传闻，不过最终俱乐部决定改回蓝白的搭配主色，以白色球衣、蓝色球裤为主场球衣搭配。

### 主要对手
天津泰达在竞技方面的对手全部集中在国内，主要是北京国安、大连实德、山东鲁能和上海申花，其中上海申花和山东鲁能同泰达俱乐部关系良好，在某些领域有过积极的合作。但是对于北京国安，由于地缘的关系，包括球队、天津媒体和几乎所有的天津球迷在内都认为该队是泰达队在国内的最主要对手，两队竞争的内涵已经超越了体育竞技的范畴，但自2015年8月发生的滨海新区爆炸事故之后，两队的紧张和对抗关系逐渐解冻。2017年至2019年，凭借强大经济实力而兴起的同城球队天津权健曾是天津泰达最主要的对手。
北京市和天津市同属环渤海地区，所以北京国安与天津泰达的比赛通常被两地媒体称为“京津德比”。在职业联赛初期，双方的比赛尽管争夺非常激烈，但是通常是北京国安取得最终的胜利。2008年起，天津队的实力有所提升，双方的对抗趋于均衡。两队最主要的矛盾来自球迷，由于北京市和天津市接壤，所以双方每次交手都会吸引一部分球迷追随球队征战客场的比赛，两地球迷时常发生摩擦，尤以2003年最为激烈。当年甲A联赛第十八轮，国安队在客场与对手战成1－1，比赛结束后天津球迷为了表达对国安队和北京球迷的不满，对到场观战的北京球迷进行了围堵，同时体育场周围几乎所有悬挂北京牌照的汽车都受到了一定程度的损坏。而在2008年11月12日，北京国安主场迎战天津泰达，赛后不仅双方球员发生摩擦，双方球迷散场后也爆发了冲突，北京球迷围堵天津队大巴超过两个小时，其间一辆天津牌照的汽车也被球迷砸毁。不过随着警方加派警力，事态被迅速平息。参与砸车的大学生球迷马某后被抓获,因犯寻衅滋事罪被判处拘役6个月，缓刑6个月,并罚款5万元。2013年5月18日在北京工人体育场进行了2013年的第一场京津德比。开赛不久北京国安队王晓龙与周挺既因伤退场，而后北京国安由外援卡努特建功，两次领先，但天津泰达队先后两次追平比分。其中第2次扳平为全场补时时间。赛后部分不理智的北京球迷再次围堵怒砸津牌汽车，创造了京津对抗新的话题焦点。
但在2015年8月发生的滨海新区爆炸事故之后，很多北京市民发起声援天津受灾群众的活动，国安队长徐云龙更是亲自前往受灾区看望球迷，此举博得了天津足球界和球迷的好感，在联赛倒数第二轮天津主场对阵北京国安的比赛中，两队球迷罕见地混坐在一起，天津球迷打出“感谢隔壁的你”作为回应。2016年中超联赛首轮京津德比，北京工人体育场首次开放客队球迷看台。近年，京津两队以往紧张的关系已经出现冰释迹象。
由于主场同属天津市，天津天海足球俱乐部也曾是天津泰达足球俱乐部最主要的对手之一。天津天海的前身天津权健足球俱乐部，于2016年由天津松江足球俱乐部重组更名而来，当时的所有者权健自然医学集团于2015年曾短暂赞助天津泰达，但随后因孙可转会纠纷放弃合作，转而并购当时征战中国足球甲级联赛的天津松江。天津权健在2016年中甲联赛中获得冠军，升入2017年中超联赛，中国职业足球顶级联赛历史上首次有两支同时来自天津市的球队。2019年初因权健事件，权健集团撤出投资，球队又更名为天津天海。媒体将双方的对决称为“天津德比”或“津门德比”。至2020年天津天海宣告解散为止，双方共有6次交手，天津泰达的战绩为两胜两平两负。2017年中超联赛第11轮，天津权健坐镇海河教育园区体育场对阵天津泰达，是为历史上首次天津同城德比，最终天津权健3－0取得胜利；同年第26轮双方在次循环的较量，天津泰达在主场4－1大胜天津权健，取得天津德比首场胜利。

## 球员名单（2025球季）
更新日期：2025年2月
| 編號  | 國籍       | 球員名字           | 位置  | 出生日期       | 加盟年份 | 前屬球會     | 備註  |
| 門 將 | 門 將      | 門 將              | 門 將 | 門 將          | 門 將    | 門 將        | 門 將 |
| ----- | ---------- | ------------------ | ----- | -------------- | -------- | ------------ | ----- |
| 1     | 中国       | 李岳峰             | 门将  | 2002年9月30日  | 2022年   | 广州队       |       |
| 22    | 中国       | 方镜淇             | 门将  | 1993年1月17日  | 2021年   | 泰州远大     |       |
| 25    | 中国       | 闫炳良             | 门将  | 2000年4月3日   | 2022年   | 自由身       |       |
| 后 卫 |            |                    |       |                |          |              |       |
| 3     | 中国       | 王政豪             | 后卫  | 2000年6月28日  | 2019年   | 青年队       |       |
| 4     | 中国       | 王献钧             | 后卫  | 2000年6月1日   | 2024年   | 大连人       |       |
| 6     | 中国       | 韩鹏飞             | 后卫  | 1993年4月28日  | 2023年   | 长春亚泰     |       |
| 16    | 中国       | 杨梓豪             | 后卫  | 2001年1月7日   | 2021年   | 上海海港     |       |
| 23    | 中国       | 钱宇淼             | 后卫  | 1998年2月7日   | 2020年   | 天津天海     |       |
| 31    | 香港       | 孫銘謙             | 后卫  | 2000年1月19日  | 2025年   | 滄州雄獅     |       |
| 37    | 西班牙     | 祖安·安東尼奧·羅斯 | 后卫  | 1996年3月15日  | 2025年   | 阿爾巴塞特   |       |
| 中 场 |            |                    |       |                |          |              |       |
| 8     | 葡萄牙     | 阿爾貝托·奎利斯    | 前卫  | 1997年12月2日  | 2024年   | 馬里迪莫     |       |
| 10    | 西班牙     | 基斯甸臣·薩爾瓦多  | 前卫  | 1994年11月20日 | 2025年   | 埃尔切       |       |
| 13    | 中国       | 李永佳             | 前卫  | 2001年7月24日  | 2025年   | 梅州客家     |       |
| 14    | 中国       | 黄嘉辉             | 前卫  | 2000年10月7日  | 2024年   | 大连人       |       |
| 30    | 中国       | 王秋明             | 前卫  | 1993年1月9日   | 2022年   | 河北华夏     |       |
| 36    | 中国       | 郭皓               | 前卫  | 1993年1月14日  | 2023年   | 沧州雄狮     |       |
| 前 锋 |            |                    |       |                |          |              |       |
| 5     | 中国       | 阮楊               | 前卫  | 1993年12月13日 | 2025年   | 深圳新鵬城   |       |
| 7     | 阿尔巴尼亚 | 阿爾比恩·阿德米    | 前卫  | 1999年2月19日  | 2024年   | 韋納穆       |       |
| 9     | 西班牙     | 阿爾貝托·奎利斯    | 前锋  | 1995年4月27日  | 2025年   | 阿爾巴塞特   |       |
| 11    | 中国       | 谢维军             | 前锋  | 1997年11月14日 | 2018年   | 广州恒大     |       |
| 19    | 中国       | 刘俊贤             | 前锋  | 2001年1月25日  | 2024年   | 广西平果哈嘹 |       |
| 29    | 中国       | 巴顿               | 前锋  | 1995年9月16日  | 2021年   | 北京国安     |       |
| 32    | 中国       | 苏缘杰             | 前卫  | 1995年4月14日  | 2019年   | 天津天海     |       |
| 38    | 中国       | 張威               | 前卫  | 2000年5月16日  | 2025年   | 上海申花     | 外借  |
| 40    | 中国       | 石炎               | 前卫  | 2002年5月30日  | 2021年   | 山东泰山     |       |

### 现任教练组成员
| 國籍   | 球員名字            | 职位       | 出生日期   | 加盟年份   | 前屬球會               |
| ------ | ------------------- | ---------- | ---------- | ---------- | ---------------------- |
| 中国   | 于根伟              | 主教练     | 1974.01.07 | 2021.04.14 | 于根伟青少年足球俱乐部 |
| 中国   | 王俊                | 领队       | 1966.03.16 | 2021.04.14 |                        |
| 中国   | 孙建军              | 助理教练   | 1973.03.31 | 2021.04.14 |                        |
| 中国   | 张朝松              | 助理教练   | 1979.05.23 | 2021.04.14 | 河北华夏幸福           |
| 西班牙 | 亚历桑德罗·埃斯特乌 | 助理教练   | 1980.03.28 | 2024.01.10 | 佩尼亚恩卡纳达         |
| 西班牙 | 伊格纳西奥·冈萨洛   | 体能教练   | 1974.07.04 | 2024.01.10 | 大力神                 |
| 中国   | 王略                | 守门员教练 | 1985.05.19 | 2021.04.14 |                        |
| 中国   | 谭望嵩              | 教练       | 1985.12.19 | 2021.04.14 |                        |

## 著名球员
| - 曾雪麟（1957-1959年） - 苏永舜（1957-1959年） - 陈金刚（1977-1987年） - 左树声（1978-1986年） - 吕洪祥（1979-1986年） - 段举（1984-1991年） - 宋连勇（1984-1993年） - 施连志（1984-1999年） - 霍建霆（1984-1999年） - 韩金铭（1991-1996年；1999年） - 孙建军（1992-2004年） - 于根伟（1993-2005年） - 芦欣（1994-1995年；1998-2004年） - 迟嵘亮（1997-2009年） - 张效瑞（1998-2004年） - 刘云飞（1998-2005年） - 江津（2000-2002年） - 曹阳（2001-2019年） - 高峰（2001-2002年） - 张烁（2002-2009年） - 毛彪（2003-2016年） - 张恩华 （2004年） - 蒿俊闵（2004-2009年） - 王霄（2004-2010年） - 吴伟安（2005-2011年） - 杨君 （2007-2009年） - 谭望嵩（2007-2009，2017-2023年） - 王新欣（2009-2016年） - 胡人天（2009-2018年） - 白岳峰（2010-2023年） - 于大宝（2010-2012年） - 陈涛（2010-2012年） - 杜震宇（2012-2014年） - 惠家康（2012-2020年） - 周海滨（2013-2016年） - 曲波（2016年） - 木热合买提江·莫扎帕（2017-2019年） - 王栋（2017年） - 谢维军（2018年至今） - 肖智（2020年） - 巴顿（2021年至今） | - 佐拉 （1998年） - 雷莫斯（1998年） - 古斯塔博（1999-2000年） - 索萨（2001年） - 哓哓（2002-2003年） - 托夫丁（2003年） - 萨姆博（2003年） - 马拉（2003-2004年） - 加利（2004年） - 蒙古尼（2005年） - 佐里奇（2005-2006年；2010-2011年） - 阿格布（2006年） - 路易斯（2008-2009年） - 凯莱（2009年） - 托马西（2009年） - 罗德里格斯 （2010年） - 卢西亚诺（2010-2011年） - 宋钟国 （2011年） - 舒米 （2012年） - 安德烈齐尼奥（2013-2015年） - 瓦伦西亚（2013-2014年） - 巴尔克斯（2015年） - 普拉利甘吉（2015年） - 蒙特罗（2016年） - 迪亚涅（2016-2017年） - 古德利（2017年） - （2017-2018年） - 阿奇姆彭（2017-2020年） - 瓦格纳（2019年） - 艾哈迈多夫（2020年） - 梅里达（2022-2023年） - 贝里奇（2022-2023年） - 安杜哈尔（2022-2023年） - 什科里奇（2024年-） |

## 历任主教练
| 姓名             | 在任时间      |
| 刘世藩(球队指导) | 1951年        |
| 李朝贵           | 1956年        |
| 邵先凯           | 1957-1959年   |
| 曾雪麟           | 1959-1972年   |
| 孙霞丰           | 1973-1975年   |
| 沈福儒           | 1975-1977年   |
| 严德俊           | 1977-1987年   |
| 沈福儒           | 1988-1990年   |
| 张亚男           | 1991年        |
| 左树声           | 1992年        |
| 沈福儒           | 1993年        |
| 蔺新江           | 1994-1996年   |
| 左树声           | 1996-1997年   |
| 陈金刚           | 1997年        |
| 蔺新江           | 1998年        |
| 西蒙内斯         | 1998年        |
| 金志扬           | 1999-2000年   |
| 刘俊鸿 (代理)    | 2000年        |
| 内尔松           | 2000-2002年   |
| 马特拉齐         | 2003年        |
| 刘俊鸿 (代理)    | 2003年        |
| 戚务生           | 2004年        |
| 刘春明           | 2004-2006年   |
| 雅拉宾斯基       | 2007-2008年   |
| 左树声           | 2008-2009年   |
| 阿里汉           | 2010-2011年   |
| 库泽             | 2012年        |
| 吉马良斯         | 2012-2013年   |
| 陈金刚 (代理)    | 2013.5.8-5.14 |
| 阿里汉           | 2014-2015年   |
| 德拉甘           | 2016年        |
| 帕切科           | 2016.8-2017.5 |
| 李林生 (代理)    | 2017.5-2017.8 |
| 迟嵘亮 (代理)    | 2017.8        |
| 乌利·施蒂利克    | 2017.9-2020.8 |
| 王寶山           | 2020.8-2021   |
| 于根伟           | 2021.4-今     |

## 历任队长
| 姓名     | 在任时间  |
| -------- | --------- |
| 韩金铭   | 1994-1996 |
| 高飞     | 1996-1999 |
| 于根伟   | 2000-2005 |
| 王霄     | 2006      |
| 王军     | 2007      |
| 曹阳     | 2008-2010 |
| 王新欣   | 2011-2015 |
| 宗磊     | 2016      |
| 曹阳     | 2017-2019 |
| 阿奇姆彭 | 2020      |
| 卡达尔   | 2021      |
| 王秋明   | 2022-     |
|          |           |

## 俱乐部战绩

### 国内联赛
| 年份   | 联赛     | 名称         | 名次   | 场次 | 胜 | 平 | 负 | 得球 | 失球 | 积分 | 备注                                         |
| 1994年 | 甲B联赛  | 天津一队     | 亚军   | 20   | 9  | 10 | 1  | 32   | 22   | 28   | 升入甲A联赛                                  |
| 1995年 | 甲A联赛  | 天津三星     | 第8名  | 22   | 7  | 3  | 12 | 20   | 40   | 24   |                                              |
| 1996年 | 甲A联赛  | 天津三星     | 第8名  | 22   | 6  | 8  | 8  | 20   | 30   | 26   |                                              |
| 1997年 | 甲A联赛  | 天津立飞     | 第11名 | 22   | 5  | 8  | 9  | 20   | 28   | 23   | 降入甲B联赛                                  |
| 1998年 | 甲B联赛  | 天津泰达     | 冠军   | 22   | 11 | 11 | 0  | 42   | 20   | 44   | 升入甲A联赛                                  |
| 1999年 | 甲A联赛  | 天津泰达     | 第7名  | 26   | 8  | 11 | 7  | 32   | 28   | 35   |                                              |
| 2000年 | 甲A联赛  | 天津泰达     | 第7名  | 26   | 7  | 10 | 9  | 28   | 37   | 31   |                                              |
| 2001年 | 甲A联赛  | 天津泰达     | 第7名  | 26   | 10 | 6  | 10 | 38   | 31   | 36   |                                              |
| 2002年 | 甲A联赛  | 天津泰达     | 第10名 | 28   | 9  | 7  | 12 | 37   | 36   | 34   |                                              |
| 2003年 | 甲A联赛  | 天津康师傅   | 10→无1 | 28   | 8  | 12 | 8  | 32   | 33   | 36   |                                              |
| 2004年 | 中超联赛 | 天津康师傅   | 第6名  | 22   | 7  | 8  | 7  | 28   | 29   | 29   |                                              |
| 2005年 | 中超联赛 | 天津康师傅   | 第4名  | 26   | 14 | 7  | 5  | 48   | 26   | 49   |                                              |
| 2006年 | 中超联赛 | 天津康师傅   | 第6名  | 28   | 10 | 10 | 8  | 40   | 38   | 40   |                                              |
| 2007年 | 中超联赛 | 天津康师傅   | 第6名  | 28   | 12 | 8  | 8  | 31   | 22   | 44   |                                              |
| 2008年 | 中超联赛 | 天津泰达     | 第4名  | 30   | 16 | 9  | 5  | 54   | 29   | 57   | 入围2009年亚洲冠军联赛                       |
| 2009年 | 中超联赛 | 天津泰达     | 第6名  | 30   | 12 | 9  | 9  | 36   | 29   | 45   |                                              |
| 2010年 | 中超联赛 | 天津泰达     | 亚军   | 30   | 13 | 11 | 6  | 37   | 29   | 50   | 入围2011年亚洲冠军联赛                       |
| 2011年 | 中超联赛 | 天津泰达     | 第10名 | 30   | 8  | 13 | 9  | 37   | 41   | 37   | 凭借中国足协杯冠军身份入围2012年亚洲冠军联赛 |
| 2012年 | 中超联赛 | 天津泰达     | 第8名  | 30   | 10 | 10 | 10 | 29   | 30   | 40   |                                              |
| 2013年 | 中超联赛 | 天津康师傅   | 第11名 | 30   | 11 | 7  | 12 | 35   | 39   | 341  |                                              |
| 2014年 | 中超联赛 | 天津泰达     | 第7名  | 30   | 10 | 9  | 11 | 41   | 44   | 39   |                                              |
| 2015年 | 中超联赛 | 天津泰达权健 | 第13名 | 30   | 7  | 10 | 13 | 39   | 46   | 31   |                                              |
| 2016年 | 中超联赛 | 天津泰达亿利 | 第10名 | 30   | 9  | 9  | 12 | 38   | 50   | 36   |                                              |
| 2017年 | 中超联赛 | 天津泰达亿利 | 第13名 | 30   | 8  | 7  | 15 | 30   | 49   | 31   |                                              |
| 2018年 | 中超联赛 | 天津泰达     | 第14名 | 30   | 8  | 8  | 14 | 41   | 54   | 32   |                                              |
| 2019年 | 中超联赛 | 天津泰达     | 第7名  | 30   | 12 | 5  | 13 | 43   | 45   | 41   |                                              |
| 2020年 | 中超联赛 | 天津泰达     | 第10名 | 20   | 2  | 5  | 13 | 15   | 35   | 3    |                                              |
| 2021年 | 中超联赛 | 天津津门虎   | 第12名 | 22   | 5  | 6  | 11 | 18   | 35   | 21   |                                              |
| 2022年 | 中超联赛 | 天津津门虎   | 第8名  | 34   | 14 | 7  | 13 | 45   | 42   | 49   |                                              |
| 2023年 | 中超联赛 | 天津津门虎   | 第8名  | 30   | 11 | 15 | 4  | 40   | 29   | 48   |                                              |

^  注解1： 中国足协2013年2月18日扣除天津泰达足球俱乐部2013中超联赛积分6分，收回俱乐部2003年全国足球甲级队A组联赛取得的全部奖项。

### 亚冠联赛
| 俱乐部   | 场次 | 胜 | 平 | 负 | 进球 | 失球 | 净胜 | 积分 |
| 天津泰达 | 19   | 5  | 6  | 8  | 16   | 26   | -10  | 21   |

| 日期          | 比赛    | 比分  | 对手         | 比赛地   | 入球                 |
| 2009年3月11日 | 小组赛  | 0 - 1 | 川崎前锋     | 川崎市   |                      |
| 2009年3月18日 | 小组赛  | 2 - 2 | 中岸水手     | 天津市   | 路易斯 吴伟安        |
| 2009年4月8日  | 小组赛  | 0 - 1 | 浦项制铁     | 浦项市   |                      |
| 2009年4月21日 | 小组赛  | 0 - 0 | 浦项制铁     | 天津市   |                      |
| 2009年5月5日  | 小组赛  | 3 - 1 | 川崎前锋     | 天津市   | 马磊磊2 托马西       |
| 2009年5月19日 | 小组赛  | 1 - 0 | 中岸水手     | 戈斯福德 | 毛彪                 |
| 2011年3月1日  | 小组赛  | 1 - 0 | 济州联       | 济州市   | 于大宝               |
| 2011年3月15日 | 小组赛  | 2 - 1 | 大阪钢巴     | 天津市   | 陈涛 曹阳            |
| 2011年4月5日  | 小组赛  | 1 - 1 | 墨尔本胜利   | 天津市   | 佐里奇               |
| 2011年4月20日 | 小组赛  | 1 - 2 | 墨尔本胜利   | 墨尔本   | 陈涛                 |
| 2011年5月4日  | 小组赛  | 3 - 0 | 济州联       | 天津市   | 卢西亚诺 吴伟安 曹阳 |
| 2011年5月11日 | 小组赛  | 0 - 2 | 大阪钢巴     | 吹田市   |                      |
| 2011年5月24日 | 1/8决赛 | 0 - 3 | 全北现代汽车 | 全州市   |                      |
| 2012年3月7日  | 小组赛  | 0 - 0 | 中央海岸水手 | 天津市   |                      |
| 2012年3月21日 | 小组赛  | 1 - 1 | 城南一和天马 | 城南市   | 戈扬                 |
| 2012年4月3日  | 小组赛  | 0 - 3 | 名古屋鲸鱼   | 天津市   |                      |
| 2012年4月18日 | 小组赛  | 0 - 0 | 名古屋鲸鱼   | 名古屋市 |                      |
| 2012年5月1日  | 小组赛  | 1 - 5 | 中央海岸水手 | 戈斯福德 | 聊博超               |
| 2012年5月15日 | 小组赛  | 0 - 3 | 城南一和天马 | 天津市   |                      |

## 俱乐部荣誉

### 球队荣誉
| 荣誉                     | 次數     | 年度     |
| 国内联赛                 | 国内联赛 | 国内联赛 |
| ------------------------ | -------- | -------- |
| 中国足球甲级B组联赛 冠军 | 1        | 1998年   |
| 中国足球超级联赛 亚军    | 1        | 2010年   |
| 杯赛                     |          |          |
| 中国足协杯 冠军          | 1        | 2011年   |
| 贺岁杯 冠军              | 1        | 2011年   |

## 外部連結
- 官方网站 （页面存档备份，存于）
- 天津津门虎足球俱乐部的新浪微博